# Stanislav Liudkévich
Stanislav Pilípovich Liudkévich (en ucraniano: Станіслав Пилипович Людкевич; Jarosław, Imperio austrohúngaro, 24 de enero de 1879 - Leópolis, 10 de septiembre de 1979) fue un compositor, teórico, profesor, activista musical soviético y ucraniano. Entre sus mayores logros estuvieron ser nombrado Artista del Pueblo de la URSS (1969) y Héroe del Trabajo Socialista (1979). 

## Biografía
Liudkévich nació en 1879 en Jarosław, Austria-Hungría (actualmente parte de Polonia). Su nombre puede escribirse alternativamente como Stanislaw Ludkiewicz en polaco. Stanisláv Liudkévich es un exalumno del Gimnasio Académico de Leópolis.
De 1898 a 1907 Liudkévich estudió filosofía en la Universidad de Leópolis. Aunque inicialmente aprendió teoría musical de su madre en privado, que era pianista, Liudkévich estudió con Mieczysław Sołtys en Leópolis y con Alexander von Zemlinsky y Hermann Graedener en Viena. Desde 1901, Liudkévich trabajó como profesor en Leópolis y Przemyśl. Obtuvo un Doctorado en Filosofía en musicología en Viena en 1908. 
De 1905 a 1907, Liudkévich fue editor de la revista Artistic Bulletin. Siendo uno de los organizadores del Instituto Superior de Música de Leópolis que lleva el nombre de Mikola Lísenko, fue su director de 1910 a 1915 y desde 1919 profesor de disciplinas teóricas e inspector de personas jurídicas. Trabajó con los coros Boyan, Bandurist, Surma. En 1914 fue movilizado en el ejército austrohúngaro y participó en la Primera Guerra Mundial. Pronto fue capturado y al final de la guerra se encuentra en Kazajistán, de donde pudo regresar en 1918.
En 1936, Liudkévich se convirtió en jefe de la comisión musicológica de la Sociedad Científica Shevchenko. A lo largo de su vida, fue autor de artículos sobre la obra de compositores ucranianos, sobre la vida musical de Ucrania occidental, reseñas, libros de texto, estudios sobre teoría musical, estética, folklorística, sistematizador de canciones populares. Entre 1939 y 1972 fue profesor en el instituto que lleva el nombre de Mikola Lísenko. En 1948 se negó categóricamente a condenar al compositor Vasil Barvinski, en 1963 firmó una carta al presidente Leonid Brézhnev, sobre la liberación y rehabilitación del artista.
Murió el 10 de septiembre de 1979 en Leópolis, a la edad de 100 años, enterrado en el cementerio de Lichakiv de la misma ciudad.

## Obras
La participación de Liudkévich en el movimiento democrático revolucionario de Ucrania occidental condujo a la orientación ideológica de sus actividades y obras.
- Ópera: Dovbush (1955).
- Cantatas monumentales que incluyen las cantatas sinfónicas Cáucaso (1905-13) y Zapovit (Voluntad, 1934, segunda edición en 1955) basadas en palabras de Tarás Shevchenko, ambas por las que ganó el Premio Nacional Shevchenko en 1964.
- Obras sinfónicas: poemas sinfónicos, sinfoniettas, piezas de cámara y otras piezas instrumentales.
- Obras corales, romances, canciones y recopilación de 1.500 canciones populares.

Staníslav Liudkévich fue autor de numerosas obras musicológicas, publicista, creador y editor de publicaciones musicales.

## Premios

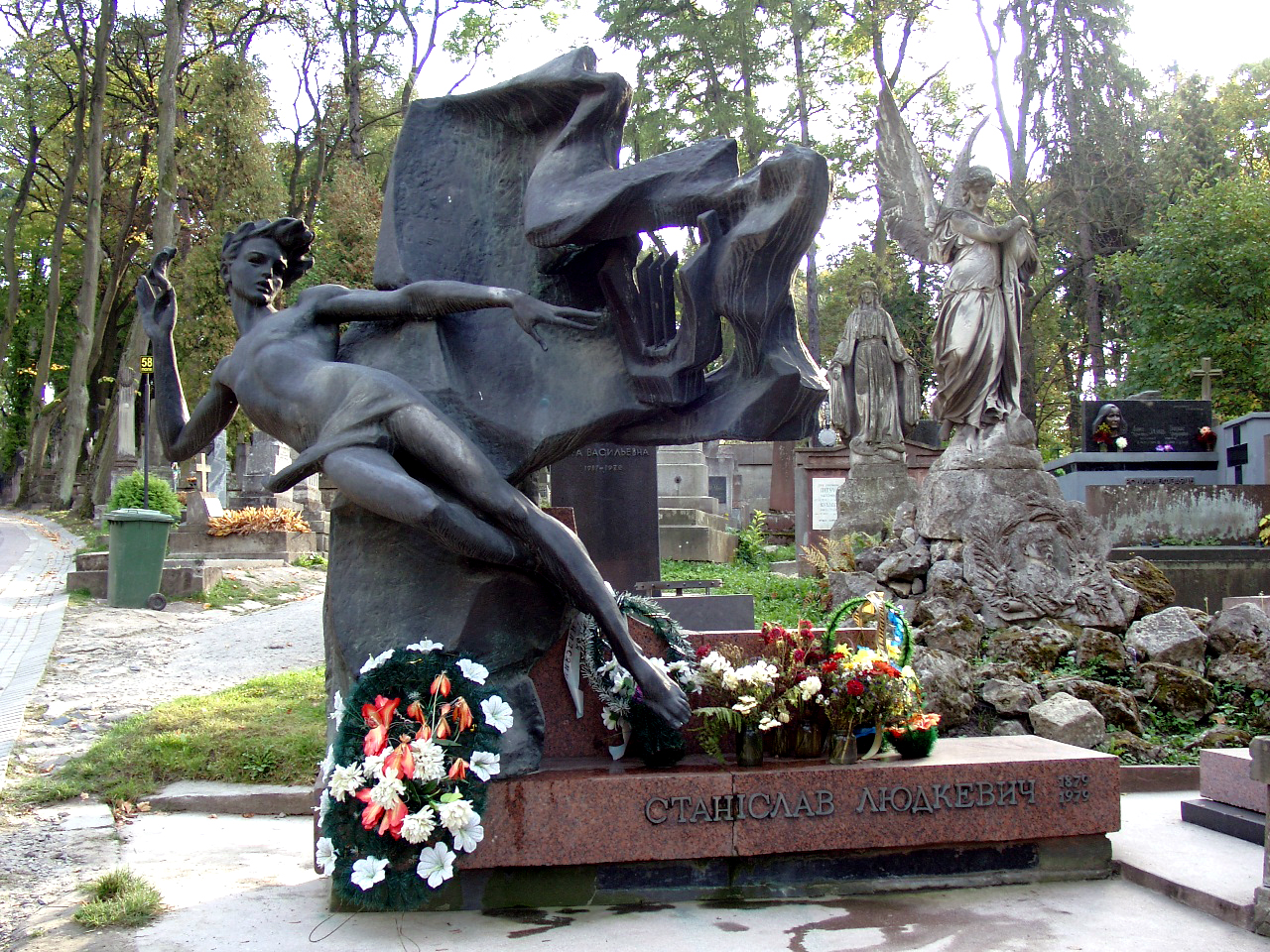
Tumba de Liudkévich en el cementerio de Lichakiv, Leópolis.

- Artista de honor de la República Socialista Soviética de Ucrania (1946).
- Orden de la Bandera Roja del Trabajo (1949).
- Orden de la Insignia de Honor (1951).
- Artista del Pueblo de la República Socialista Soviética de Ucrania (1954).
- Premio Nacional Shevchenko (1964) por su cantata sinfónica Cáucaso y su cantata vocal-sinfónica Zapovit basada en la obra de Tarás Shevchenko.
- Artista del Pueblo de la URSS (1969).
- Orden de la Amistad de los Pueblos (1974).
- Orden de Lenin (1979).
- Héroe del Trabajo Socialista (1979)

La facultad de Arte de la Universidad de Leópolis se llama Staníslav Liudkévich, hay un premio con su nombre y en septiembre de 2017, tuvo lugar en Leópolis el primer Festival Liudkévich. Hay calles de Leópolis, Stryi, Pustómiti, Kámianka-Buzka, Kolomyia y también de Jarosław (Polonia), con su nombre. Además, Liudkévich fue honrado con un sello ucraniano.

## Biografía
- Alfred Baumgartner: Propyläen Welt der Musik: die Komponisten, Band 3, Berlin, Frankfurt 1989, ISBN 3549078331, S. 463–464.
- Ljuba Kyjanovs’ka: Ljudkevyč, Stanislav. In: Ludwig Finscher (Hrsg.): Die Musik in Geschichte und Gegenwart. Zweite Ausgabe, Supplement für beide Teile. Bärenreiter/Metzler, Kassel u. a. 2008, ISBN 978-3-7618-1139-9, Sp. 488–489 (Online-Ausgabe, für Vollzugriff Abonnement erforderlich)
- Ljubov Kyjanovs'ka/Zenovija Štunder, Art. Ljudkevyč, Stanislav, in: Encyklopedija L'vova 4 (2012) 431–432.